# Mario Bonsignore
Mario Bonsignore (Asmara, 10 settembre 1948) è un ex politico italiano, è stato Sindaco di Messina dal 1987 al 1993.

## Biografia
Dopo essersi laureato in Economia e Commercio nel 1973 compie studi a Londra e svolge le funzioni di assistente e poi di ricercatore universitario presso l'Università degli Studi di Messina.
Nel 1980 viene nominato assessore alle Finanze del Comune di Messina per l'intera legislatura. Nello Stesso anno fonda Taormina Arte di cui sarà membro fino al 1993.
Nel 1987 viene eletto Sindaco di Messina fino all'agosto 1993. Presidente di FederFestival-Agis (dal 1987 al 1988).
Terminata l'esperienza amministrativa lascia la carriera politica dedicandosi all'attività professionale e a quella sportiva. In quest'ultimo campo riveste tra l'altro il ruolo di Presidente dell'Ancona Calcio),  e successivamente di Direttore generale del Football Club Messina Peloro). Dal 2021 è Consulente Generale della Sicilia Football Association.